# Verisign
VeriSign, Inc. (стилизованное название: VERISIGN) — американская компания из города Рестона, штат Вирджиния, поддерживающая разнообразные сетевые инфраструктуры, включая поддержку двух из тринадцати существующих корневых серверов DNS, авторитетный реестр доменов верхнего уровня .com, .net, общих доменов верхнего уровня .name и доменов верхнего уровня с кодом страны .cc и .tv, а также серверных систем для доменов .jobs и .edu. Verisign также предлагает услуги по обеспечению безопасности, включая управляемую службу DNS, противодействие распределённым атакам типа «отказ в обслуживании» (DDoS) и уведомление о кибер-угрозах.
В 2010 году фирма Verisign продала своё подразделение по аутентификации, включавшее в себя службы SSL (уровень защищённых сокетов), PKI (инфраструктура открытых ключей), Verisign Trust Seal и Verisign Identity Protection (VIP) фирме Symantec за 1,28 миллиарда долларов.
Бывший финдиректор Verisign Брайан Робинс объявил в августе 2010 о скором переезде компании из Калифорнии в Северную Вирджинию, так как 95 % её деятельности связано с Восточным побережьем США.

## История
Фирма Verisign была основана в 1995 году как дочерняя компания сертификационного сервиса RSA Security. Она получила лицензии на основные криптографические патенты RSA, и был заключён временный договор об отказе от конкуренции. Компания выступала как организация, выдающая сертификат, и изначально её целью было «обеспечение доверия к интернету и электронной коммерции при помощи продукции и услуг цифровой идентификации». К моменту продажи сертификационного отдела компании Symantec в 2010 году Verisign выдала более чем 3 000 000 сертификатов в самых разных областях, от финансовых услуг до розничной торговли. Таким образом, за иконкой в виде замка, знакомой большинству пользователей, совершавших финансовые операции или другие конфиденциальные действия через интернет, чаще всего скрываются услуги «Verisign».
В 2000 году компания Verisign приобрела компанию Network Solutions, оперирующее рДВУ .com, .net и .org по соглашению с Интернет-корпорацией по присвоению имён и номеров (ICANN) и Министерством торговли США. Это приобретение стало основой нового вида деятельности Verisign — службы имён, которая на сегодняшний день является наиболее крупным и важным подразделением компании. Компания Verisign продала подразделение Network Solutions (регистратор доменных имён), ответственное за розничную продажу доменных имён, в 2003 году, сохранив функции регистра доменных имён (оптовые продажи) в качестве бизнеса по ключевой интернет-адресации.
9 августа 2010 года фирма Verisign завершила продажу отдела по аутентификации фирме Symantec за 1,28 миллиарда долларов. Проданный пакет включал в себя службы SSL (уровень защищённых сокетов), PKI (Инфраструктура открытых ключей), Verisign Trust Seal, Verisign Identity Protection (VIP) и контрольный пакет акций Verisign Japan.
Verisign включает в себя два сервисных предприятия. Naming Services занимается доменами верхнего уровня и критически важными аспектами инфраструктуры интернета, а Network Intelligence and Availabity (NIA) Services обеспечивает противодействие атакам DDoS, управляемую службу DNS и сообщение о кибер-угрозах.

## Продукция и услуги
Основной вид деятельности Verisign — это подразделение службы имён. Подразделение управляет авторитетными регистрами двух важнейших доменов верхнего уровня (сокр. ДВУ) в сети — .com и .net. Также оно является контрактным оператором регистра имён для ДВУ .name и .gov, а также ДВУ Территории Кокосовых островов (.сс) и государства Тувалу (.tv). Кроме того, Verisign является основным техническим подрядчиком ДВУ .jobs и .edu для соответствующих регистрационных операторов, являющихся некоммерческими организациями. В этом качестве Verisign обслуживает файлы зоны этих доменов и предоставляет хостинг для доменов этих серверов. Операторы реестров — это «оптовики» интернет-доменов, в то время как регистраторы доменных имён занимаются розничной деятельностью, непосредственно работая с потребителями и регистрируя конкретные адреса.
Verisign также поддерживает два из тринадцати корневых серверов DNS — A и J (корневые серверы обозначаются латинскими буквами от А до М). Корневые серверы — это вершина иерархической системы доменных имён, на которой строится вся интернет-коммуникация. Verisign отвечает также за генерацию международно признанного корневого файла зоны и вносит в него изменения по требованию ICANN. Изменения корневой зоны изначально проводились через корневой сервер А, но сейчас они распространяются по всем тринадцати серверам при помощи специальной системы, поддерживаемой Verisign. Из двенадцати операторов корневых серверов, Verisign — единственная компания, поддерживающая более одного сервера. Корневые серверы A и J работают в режиме адресации любому устройству и не управляются ни одним из собственных центров обработки данных компании в целях повышения резервирования и доступности, тем самым позволяя избежать риска единичного отказа (SPOF).